# پیوند گلمرادزاده
پیوند گلمرادزاده پژوهشگر و روزنامه‌نگار تاجیک و استاد دانشگاه ملی تاجیکستان بود. پیوند گلمرادزاده طی بیش از ۳۰ سال فعالیت در دانشگاه ملی تاجیکستان چندین کتاب و نوشتار علمی نوشت و همچنین برگردان آثار ادیبان قرن بیست تاجیک، نظیر عبدالرئوف فطرت و سیدرضا علیزاده را انجام داد.
وی گاهنامه‌هایی را تأسیس کرد و در معرفی «بخارای شریف»، نشریه نخستین به زبان فارسی تاجیکی در بخارا در اوایل سده ۲۰ میلادی به جامعه تاجیکستان نقش مهمی داشت.
به کوشش پیوند گلمرادزاده ۱۱ مارس، روز چاپ شماره نخستین روزنامه «بخارای شریف» روز مطبوعات تاجیک اعلام شد.
وی تغییر الفبای فارسی تاجیکان در آخر سال‌های ۲۰ سده ۲۰ به خط لاتین و سپس، سیریلیک را برای زبان فارسی تاجیکی زیان‌بار می‌دانست و نسبت به وضعیت ناگوار زبان تاجیکی در آسیای میانه نگران بود.
دکتر پیوند گلمرادزاده آثار زیادی درباره ویژگی‌های رشته روزنامه‌نگاری و موضوعات مربوط به همگرایی فرهنگی ایران، افغانستان و تاجیکستان نوشته است.

## زندگی
پیوند گلمرادزاده ۲۰ ژانویه سال ۱۹۵۶ در روستای اوخم شهرستان فارِش استان جیزَک ازبکستان به دنیا آمد. او در سال ۱۹۷۳ پس از پایان مدرسه تاجیکی به نام عینی، در دانشکده زبان‌شناسی تاجیکی دانشگاه دولتی تاجیکستان مشغول به تحصیل شده و در سال ۱۹۷۸ با گرایش روزنامه‌نگاری از این دانشگاه دانش‌آموخته شد.
او مدتی به عنوان خبرنگار در رادیو تاجیکستان فعالیت کرده و سپس، به تحقیقات علمی مشغول شد. وی از شاگردان پروفسور «واحد اسراری» پایه‌گذار دانشکده روزنامه‌نگاری در دانشگاه دولتی تاجیکستان به حساب می‌آمد. گلمرادزاده سال‌های طولانی در دانشکده روزنامه‌نگاری دانشگاه ملّی فعالیت کرده و در دو دوره مسئولیت ریاست این دانشکده را به عهده داشت.
او در سال‌های ۱۹۸۶ تا ۸۹ نیز در دانشگاه دولتی مسکو تحصیل کرد و پایان‌نامه‌اش را در آنجا با موضوع «تشکل پوبلیسیستیکه‌ای شوروی تاجیک» (نهاد مطبوعاتی تاجیکستان شوروی) نوشت.
او سال ۱۹۹۷ نشریه آموزشی دانشکده روزنامه‌نگاری و ترجمانی «قلم» و بهار همان سال گاهنامه علمی و ادبی و فرهنگی «گل مراد» را تأسیس کرده بود.
پیوند گلمرادزاده روز هفتم آوریل ۲۰۱۳ (هجدهم فروردین ۱۳۹۲) در سن ۵۷ سالگی در شهر دوشنبه پایتخت تاجیکستان بر اثر سکته قلبی درگذشت.
از پیوند گلمرادزاده ۷ فرزند، کتب و مقالات متعدد درباره تاریخ مطبوعات تاجیک، وضع فعلی رسانه‌ها و اصول خبرنگاری باقی‌مانده‌است.